# Trasmiras
Trasmiras è un comune spagnolo di 1 829 abitanti situato nella comunità autonoma della Galizia.